# Acetilcisteina
L'acetilcisteina è un derivato N-acetilato dell'amminoacido "solforato" cisteina. Un suo precursore usato in alcuni integratori è l'N-acetilcisteina (o NAC).
Presenta attività antiossidante e mucolitica ed è anche un antidoto salvavita in caso di eccessiva assunzione di paracetamolo (avvelenamento da paracetamolo). Inoltre si è riscontrato che può avere proprietà antiapoptotica, epatoprotettrice e nefroprotettrice.

## Proprietà farmacologiche
L'acetilcisteina è un mucolitico derivato da un amminoacido naturale "solforato" ad azione fluidificante sulle secrezioni mucose o mucopurulente delle vie respiratorie.
L'attività pronta e intensa dell'acetilcisteina sulla componente mucosa delle secrezioni è conseguente alla presenza nella molecola di un gruppo tiolico libero (-S-H) in grado di ridurre e scindere i ponti disolfuro (-S-S-) responsabili dell'aggregazione delle proteine e quindi dell'alta viscosità del muco. Invece l'attività dell'acetilcisteina sull'eventuale componente purulenta delle secrezioni è dovuta alla sua capacità di depolimerizzare gli acidi nucleici. L'acetilcisteina, modificando positivamente le caratteristiche qualitative e quantitative delle secrezioni delle vie aeree e favorendo il trasporto mucociliare, influisce in misura sostanziale sull'evoluzione e la risoluzione delle broncopneumopatie attenuando il rischio di complicanze da diminuzione di secreto e da insufficiente aerazione del polmone. Inoltre si suppone che l'acetilcisteina svolga un'azione di potenziamento del sistema antiossidante rappresentato dal tripeptide glutatione (GSH), uno dei più importanti meccanismi di difesa intracellulare. L'azione dell'acetilcisteina e quella del glutatione sono sinergiche nello stimolare l'attività dei linfociti T e dei macrofagi con positivi effetti immunitari, particolarmente desiderabili in caso di malattie respiratorie sostenute da virus e batteri. Nei confronti di questi ultimi, l'acetilcisteina è in grado di ridurre significativamente l'adesività alle cellule della mucosa e, promuovendo la sintesi cellulare del glutatione, è anche in grado di inattivare composti istolesivi quali le polveri e gli inquinanti atmosferici. L'acetilcisteina quale donatore di elettroni agisce da "scavenger" e antagonizza i radicali liberi dell'ossigeno, principali responsabili del fenomeno infiammatorio degenerativo del polmone. Bloccando l'azione ossidante del radicale ipocloroso, l'acetilcisteina è in grado di proteggere l'alfa-1-antitripsina, efficace inibitore di elastasi e collagenasi, enzimi proteolitici che agiscono sulla parete alveolare determinando l'insorgenza dell'enfisema polmonare.

## Meccanismo d'azione

### Antidoto
L'utilizzo dell'acetilcisteina in caso d'avvelenamento da paracetamolo è dovuto alla sua capacità di rigenerare le scorte di glutatione a livello epatico. La cisteina, di cui l'acetilcisteina è sostanzialmente una forma di rilascio, è uno dei precursori del glutatione. A livello epatico il paracetamolo viene metabolizzato in N-acetilbenzochinonimmina, un metabolita in grado di indurre un notevole stress ossidativo e di legarsi covalentemente a molte proteine. A dosaggi terapeutici, l'N-acetilbenzochinonimmina viene prontamente coniugata con il glutatione formando un composto non tossico. Invece a elevate concentrazioni il glutatione non è sufficiente per cui, al fine di ripristinarne i livelli fisiologici, viene somministrata acetilcisteina ad alti dosaggi.

### Attività mucolitica
Probabilmente l'attività mucolitica dell'acetilcisteina è dovuta alla sua capacità di scindere i ponti disolfuro (-S-S-) tipici di molte proteine cicliche presenti nel muco (mucoproteine) e questo in ragione della presenza nella molecola di un gruppo tiolico libero (-S-H) in grado di interagire con questi legami responsabili dell'aggregazione delle proteine e quindi dell'alta viscosità del muco. Come risultato della scissione dei disolfuri in tioli, le molecole glicoproteiche vengono scisse in unità più piccole dotate di minore viscosità per cui vengono modificate le caratteristiche reologiche con conseguente più facile espettorazione. L'attività sulla componente purulenta delle secrezioni viene attribuita alla capacità di questo composto di depolimerizzare gli acidi nucleici.

### Attività antiossidante, protettiva e neuromodulatrice
Sempre per la sua attività antiossidante, vari studi hanno suggerito che l'acetilcisteina possa presentare altre azioni:
- Attività preventiva dell'uropatia emorragica da ciclofosfamide ed isofosfamide. A questo proposito, uno studio di Munshi e colleghi del 1992 ha concluso che l'attività di prevenzione dell'acetilcisteina nei confronti dell'uropatia indotta dall'isofosfamide è inferiore a quella del MESNA.[3]
- Attività di prevenzione della nefropatia conseguente all'uso di isofosfamide. In merito a questo punto, l'utilizzo dell'isofosfamide può determinare, specie in età pediatrica, la comparsa di disfunzioni renali del tipo Sindrome di Fanconi con perdita di amminoacidi, glucosio, fosfato, bicarbonato e proteine di basso peso molecolare e concomitante riduzione del tasso di filtrazione glomerulare. Ciò può determinare lo sviluppo di un'insufficienza renale cronica. Alcuni lavori in vitro ed in vivo su modelli murini hanno suggerito che l'acetilcisteina possa avere un ruolo nel prevenire questa complicanza.[4][5][6]
- Attività epatoprotettrice da alcolici e contaminanti ambientali.
- Attività neuromodulatoria in varie patologie psichiatriche, grazie all'attività inibitoria verso i recettori mGLuR2/3 dei terminali nervosi glutammatergici (risultando nella riduzione del rilascio sinaptico di glutammato). Inoltre, il glutatione può potenziare la risposta al glutammato dei recettori NMDA. Altre attività neuromodulatoria dell'acetilcisteina sono la riduzione della formazione di citochine infiammatorie, la riduzione di prodotti dello stress ossidativo e l'aumento dell'espressione di brain‐derived neurotrophic factor (BDNF) e B‐cell lymphoma 2 (BCL-2).[7][8]

## Tossicità
La DL50 dopo somministrazione per via orale è superiore a 10 g/kg peso corporeo nel topo e nel ratto. A seguito di somministrazione endovenosa risulta di 4600 mg/kg nel topo e 2800 mg/kg nel ratto. A ciò si aggiunga come la molecola in oggetto sia caratterizzata da una mancanza di accumulo di composti tiolici liberi o legati alle proteine a seguito di una ripetitività dei trattamenti nonché sprovvisto di interferenze sulla fertilità di effetti negativi peri e post natali e di potenzialità teratogena nel ratto e nel coniglio così come i risultati di un test di Ames in presenza e in assenza di S9 non delineano risvolti mutageni che rendano necessaria l'esecuzione di studi di cancerogenicità. Dagli studi condotti in merito, è possibile rilevare che anche a seguito di trattamenti non corretti non sia rilevato alcun rischio indiretto per i soggetti trattati, per la persona che lo somministra o per l'ambiente

## Indicazioni

### Fluidificazione del muco
Il farmaco viene utilizzato soprattutto come mucolitico espettorante e in caso di deficit lacrimale. Esiste qualche studio pubblicato che indica la sua associazione favorevole con amiloride, per la fluidificazione dell'espettorato vischioso in pazienti con fibrosi cistica.

### Avvelenamento da paracetamolo
Il farmaco è considerato un salvavita in caso di sovradosaggio di paracetamolo soprattutto per evitare lo sviluppo dell'epatite fulminante conseguente. Viene anche utilizzato per trattare l'insufficienza renale che si ritiene compaia nell'1-2% dei casi di avvelenamento da paracetamolo, talora anche in assenza d'epatopatia. Al contrario, altri autori sostengono che l'aumento di glutatione a livello renale possa favorire, anziché ridurre, il danno renale.

### Nefropatia da mezzo di contrasto
Alcuni studi hanno concluso che l'acetilcisteina potrebbe venir utilizzata quale fattore protettivo contro la nefropatia causata dall'uso dei mezzi di contrasto in radiologia, fenomeno che negli Stati Uniti d'America viene ritenuto avere un'incidenza dello 0,5% con tasso di mortalità che può arrivare al 35%. In particolare, si è visto che i mezzi di contrasto possono alterare l'emodinamica renale e provocare anche necrosi tubulare. Questo fenomeno sembra essere dovuto alla formazione di specie reattive dell'ossigeno e in effetti studi su topi hanno indicato un aumento della perossidazione lipidica in conseguenza dell'uso di questi agenti.
Autori d'altri lavori hanno espresso delle perplessità a riguardo dell'efficacia dell'uso dell'acetilcisteina come fattore preventivo nella nefropatia da mezzo di contrasto.

### In oculistica
In campo oftalmologico è usata per il trattamento di disturbi dovuti a deficit lacrimale con o senza alterazione della componente mucosale, come cheratocongiuntiviti e cheratopatie.

### Cistite emorragica
L'acetilcisteina è stata usata per il trattamento di cistiti emorragiche indotte da ciclofosfamide, grazie alla sua capacità di diminuire l'efficacia della ciclofosfamide.

### Psichiatria
L'acetilcisteina è stata sperimentata con successo nel trattamento della schizofrenia, dei disturbi acuti dell'umore (depressione, mania, ipomania) nell'ambito del disturbo bipolare e del disturbo depressivo, tricotillomania, dermatillomania, autismo, disturbo ossessivo-compulsivo, farmacodipendenza e dipendenza da droghe (tra cui nicotina, cannabis, metanfetamina, cocaina, etc.), gioco d'azzardo patologico.

### Indicazioni in medicina veterinaria
In medicina veterinaria, per gli equidi, esistono alcuni farmaci a base di acetilcisteina (Equimucil) le cui indicazioni terapeutiche riguardano fondamentalmente le affezioni a carico dell'apparato respiratorio, in fase acuta, cronica e di esacerbazione, in cui la molecola viene utilizzata come mucolitico espettorante. La presenza di acetilcisteina in associazione con antibiotici (Equimucil antibiotico: Tiamfenicolo glicinato acetilcisteinato) non crea alcun problema per ciò che concerne l'eventuale insorgenza di fenomeni di resistenza batterica, anzi ne agevola l'efficacia terapeutica in determinate forme patologiche grazie alla sua azione mucolitica.

### Agricoltura
Uno studio pubblicato nel 2013 ha investigato il possibile ruolo della N-acetilcisteina per il trattamento delle infezioni da Xylella fastidiosa, un microrganismo fitopatogeno che è all'origine di gravi patologie dell'apparato xilematico, tra cui la malattia di Pierce, la Clorosi variegata degli agrumi (CVC), il Complesso del disseccamento rapido dell'olivo (CoDiRO), di una vasta gamma di specie di interesse agroalimentare. Lo studio, condotto su coltivazioni idroponiche in condizioni molto vicine a quelle sul campo, ha mostrato una significativa riduzione della popolazione batterica grazie alle capacità del farmaco di sciogliere i legami che garantiscono la coesione dei biofilm microbici. Si tratta della prima evidenza di un'attività antibatterica della NAC contro un microorganismo patogeno dei vegetali.
L'abbattimento della popolazione microbica dovuta al trattamento causa una netta riduzione dei sintomi, ma non estirpa in modo definitivo l'infezione. La recrudescenza dei sintomi sulle foglie dopo l'interruzione del trattamento avviene in un tempo di latenza aumentato fino a circa 8 mesi.

## Off-Label
L'acetilcisteina riduce inoltre i livelli plasmatici di omocisteina; potrebbe perciò potenzialmente risultare benefica nei pazienti con omocistinuria, che sono ad alto rischio tromboembolico..
L'acetilcisteina su un modello animale mostra di inibire l'attività dei fibromiociti cardiaci causa di fibrosi cardiaca in corso di cardiomiopatia ipertrofica. Quest'attività è correlata anche a meccanismi che coinvolgono le MMPs (Metallo Proteine di Matrice Zinco dipendenti) in particolare le collagenasi. All'azione sulla collagenasi si somma anche un effetto sulle PGE2 e sull'IL-1β, con positivi effetti sulla cartilagine articolare.
Le azioni dell'acetilcisteina si esplicano sulla pelle, con un'azione di inibizione (scavenging) dei ROS (Radicali Liberi dell'Ossigeno), i quali sono anche causa di aumento di collagenasi e MMPs in genere; l'aumento dei ROS comporta una precoce invecchiamento delle strutture profonde della pelle.
Alcuni studi hanno suggerito che l'acetilcisteina possa essere utilizzata nella terapia eradicativa dell'infezione da Helicobacter pylori. Il farmaco sembra agire, tramite la sua azione mucolitica, riducendo il muco gastrico che ricopre e protegge il batterio, favorendo l'azione battericida degli antibiotici utilizzati.

## Effetti collaterali ed indesiderati
In alcuni pazienti in corso di trattamento sono stati segnalati cefalea, sonnolenza, nausea, vomito, talvolta diarrea, disgeusia e tinnito. In rari casi si sono verificate reazioni da ipersensibilità ed in particolare rash cutaneo e orticaria. L'acetilcisteina può indurre rinorrea e broncospasmo. Per questo motivo deve essere somministrata con attenzione ai soggetti asmatici, anziani o debilitati, o comunque affetti da disturbi o insufficienza respiratoria perché il farmaco potrebbe esacerbare l'ostruzione delle vie aeree. Il sorbitolo presente come eccipiente delle forme farmaceutiche può provocare disturbi gastrointestinali inclusa la diarrea.

## Controindicazioni
Il farmaco è controindicato nei soggetti con ipersensibilità nota al principio attivo oppure ad uno qualsiasi degli eccipienti della formulazione farmacologica. Inoltre è controindicato nelle donne in stato di gravidanza e nelle donne che allattano al seno. Le compresse e le bustine contengono aspartame pertanto sono controindicate nei soggetti affetti da fenilchetonuria. La presenza di sorbitolo fra gli eccipienti delle forme farmaceutiche ne controindica l'utilizzo nei soggetti con intolleranza ereditaria al fruttosio.
Diverse ricerche sembrano evidenziare che l'assunzione extra di antiossidanti (come appunto la N-acetilcisteina) attraverso l'uso di integratori alimentari da parte di pazienti affetti da tumori provochi l'accelerazione del processo di metastasi).

## Dosi terapeutiche
- Trattamento affezioni dell'albero respiratorio

Il dosaggio consigliato nei soggetti adulti è di 600 mg (equivalenti ad una compressa o bustina oppure a 15 ml di sciroppo) una volta al giorno, preferibilmente alla sera. Il trattamento richiede in genere una durata di 5-10 giorni.
- Avvelenamento da paracetamolo:  per via orale è utile iniziare con un dosaggio di 150 mg/kg di peso corporeo da somministrare il prima possibile e comunque entro 10 ore dall'assunzione dell'agente tossico. Successivamente si somministrano dosi singole di 70 mg/kg di peso corporeo, ogni 4 ore per almeno 3 giorni.

Nell'intossicazione da paracetamolo è in genere preferita la via di somministrazione endovenosa. La dose iniziale endovena nell'adulto è pari a 150 mg/kg di acetilcisteina in 200 mL di soluzione glucosata al 5%. L'infusione deve avere una durata di almeno 15 minuti. Successivamente si somministrano 50 mg/kg in 500 ml di soluzione glucosata al 5% per le successive 4 ore ed infine 100 mg/kg in 1000 ml di soluzione glucosata al 5% per ulteriori 16 ore.
- Deficit lacrimale, utilizzare 3-4 volte al giorno

### Dosi terapeutiche in medicina veterinaria
Via orale: trattamento iniziale (3-5 giorni): 20 mg/kg/die (pari a 1 bustina al dì di Equimucil ogni 125 kg di peso vivo); trattamento di mantenimento (7-10 giorni): 10 mg/kg/die (pari a ½ bustina al dì ogni 125 kg di peso vivo di Equimucil granulato). Via endovenosa: 5–10 mg/kg/die per 5-15 giorni (pari a 1,2-2,5 ml/die per 50 kg di peso vivo di Equimucil iniettabile).

## Interazioni
La somministrazione contemporanea di acetilcisteina e carbone attivato comporta una riduzione della concentrazione plasmatica massima del fluidificante.
L'acetilcisteina può essere assunta in contemporanea al paracetamolo: sebbene ne sia un antidoto, essa agisce su un suo metabolita di scarto e non sul paracetamolo.